# Pillkofen
Pillkofen ist ein Gemeindeteil der Gemeinde Fraunberg im Landkreis Erding, Oberbayern.

## Lage
Das Dorf liegt schließt westlich an Reichenkirchen an. 